# Membre (anatomia)
 Per l'anomenat membre viril, vegeu penis. 
En Anatomia humana, un  membre  és cadascuna de les extremitats que arrenquen del tronc Es distingeixen dos tipus de membres:
- Membres superiors o toràcics, vulgarment anomenats  braços , en els quals es distingeix:

1. Cintura escapular: el mitjà de fixació al tòrax.
2. Braç
3. Avantbraç
4. Mà

- Membres inferiors o pelvians, vulgarment anomenats  cames , formats per:

1. Cintura pelviana: fixació a la pelvis.
2. Cuixa
3. Cama
4. Peu

En el cas d'altres vertebrats, també s'utilitza membre amb el sentit d'extremitat.